# Saint-Roch-sur-Égrenne
Saint-Roch-sur-Égrenne é uma comuna francesa na região administrativa da Normandia, no departamento Orne. Estende-se por uma área de 12 km². Em 2010 a comuna tinha 177 habitantes (densidade: 14,8 hab./km²).